# Rostoveatîțea, Muncaci
Rostoveatîțea (în ucraineană Ростов`ятиця) este un sat în comuna Kopînivți din raionul Muncaci, regiunea Transcarpatia, Ucraina.

## Demografie
Componența lingvistică a localității Rostoveatîțea
     Ucraineană (100%)
Conform recensământului din 2001, toată populația localității Rostoveatîțea era vorbitoare de ucraineană (100%).